# Cattleya amethystoglossa
Cattleya amethystoglossa är en orkidéart som beskrevs av Jean Jules Linden, Heinrich Gustav Reichenbach och Robert Warner. Cattleya amethystoglossa ingår i släktet Cattleya och familjen orkidéer. Inga underarter finns listade i Catalogue of Life.

## Bildgalleri

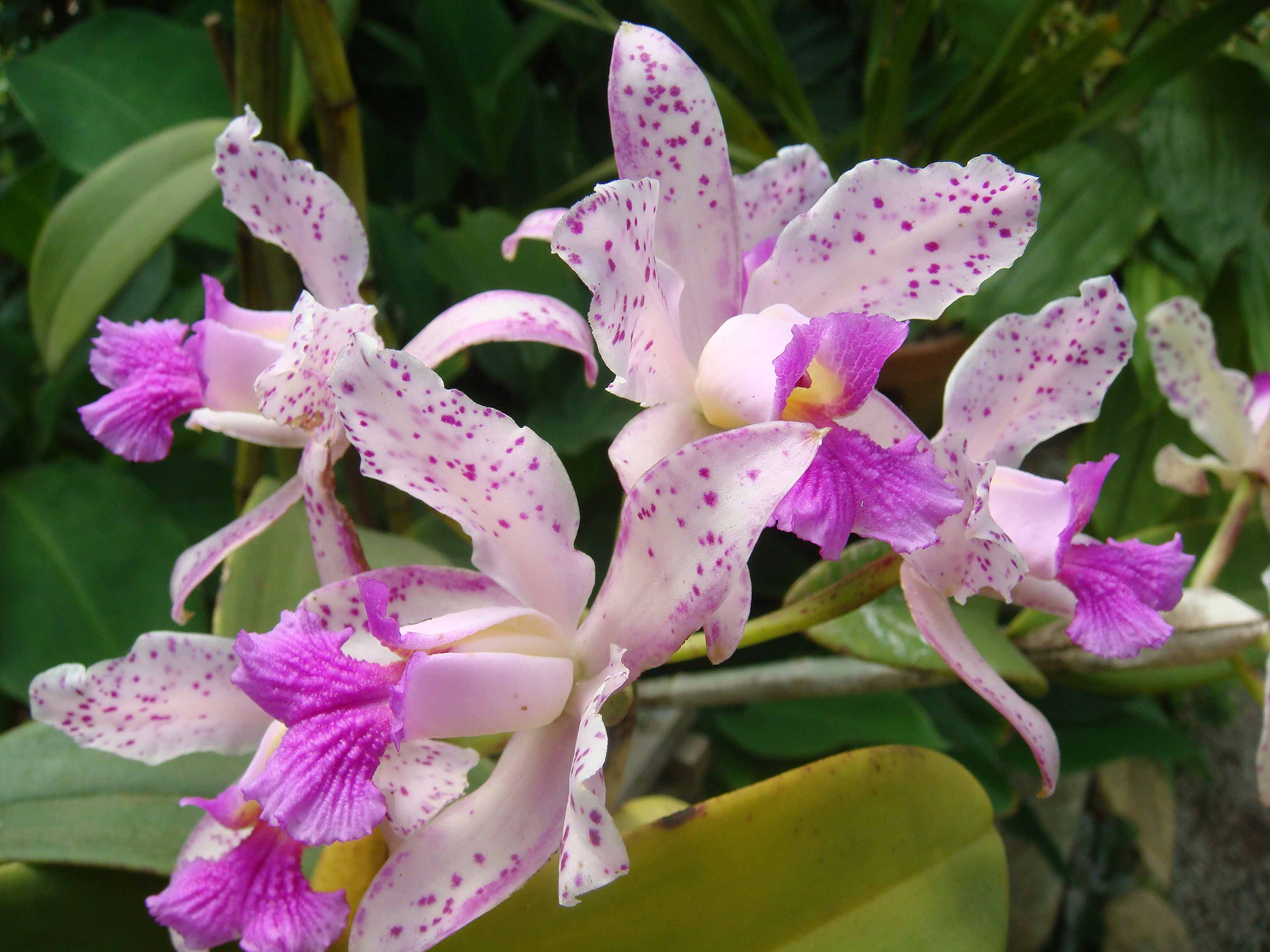
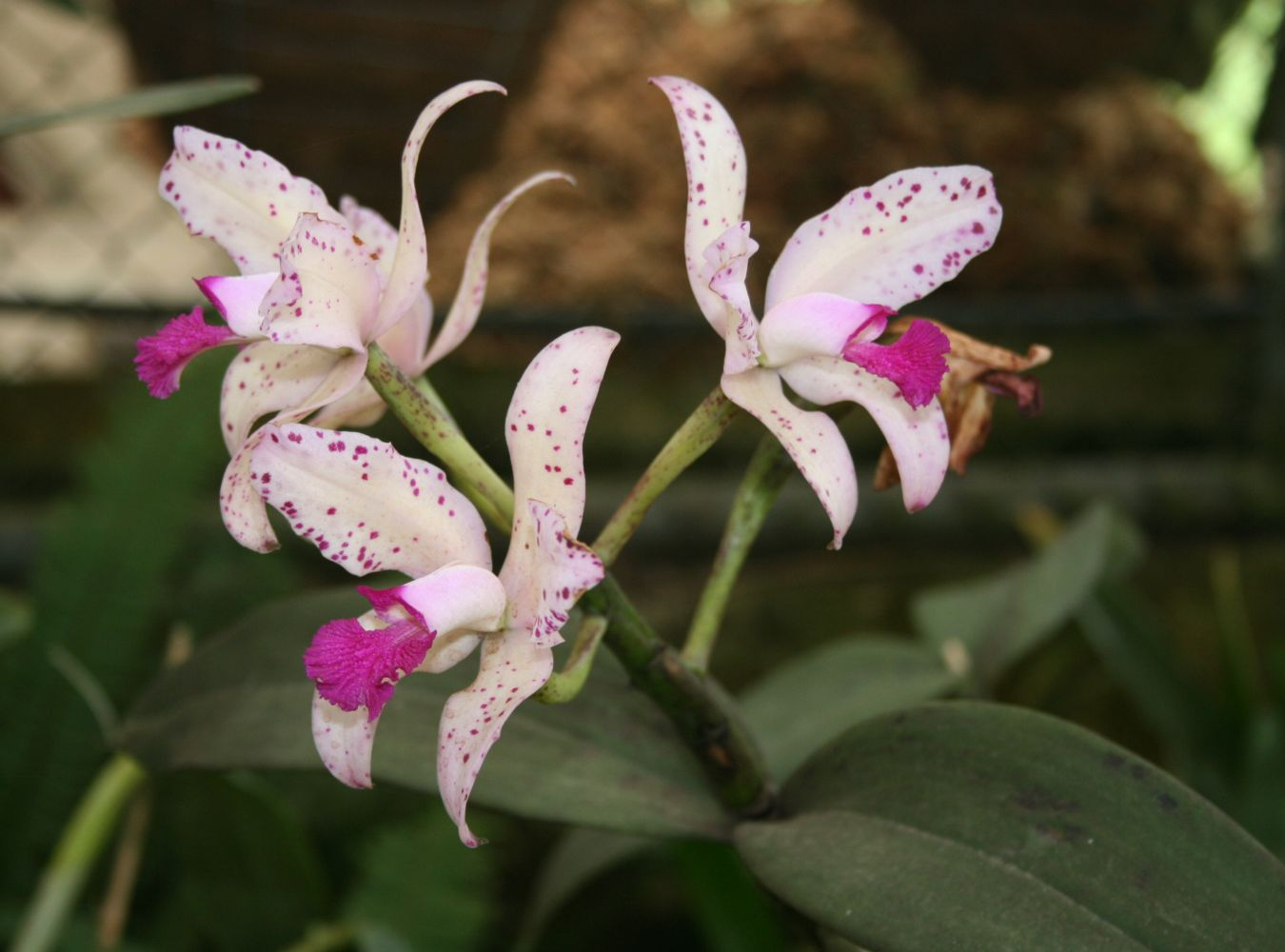
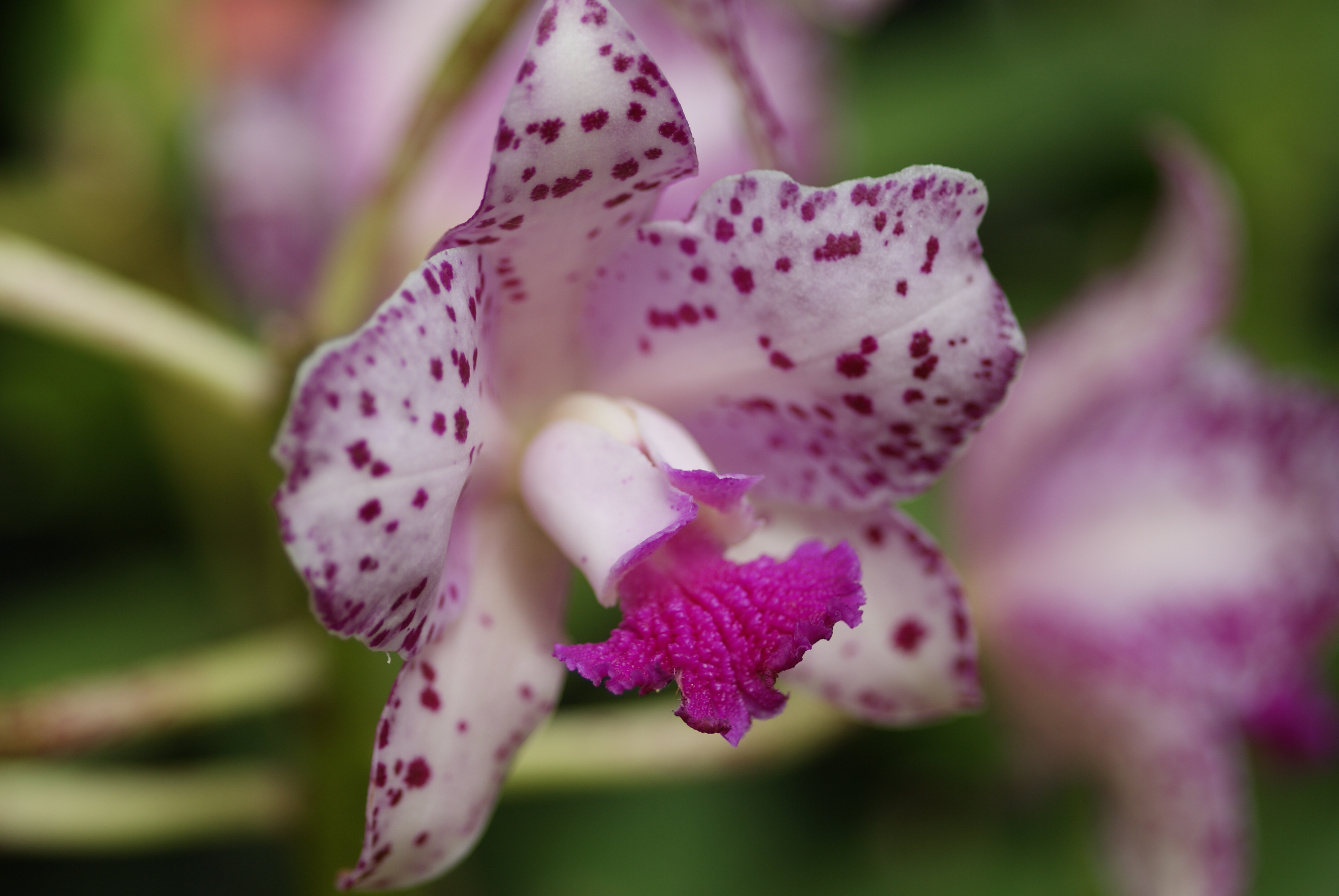
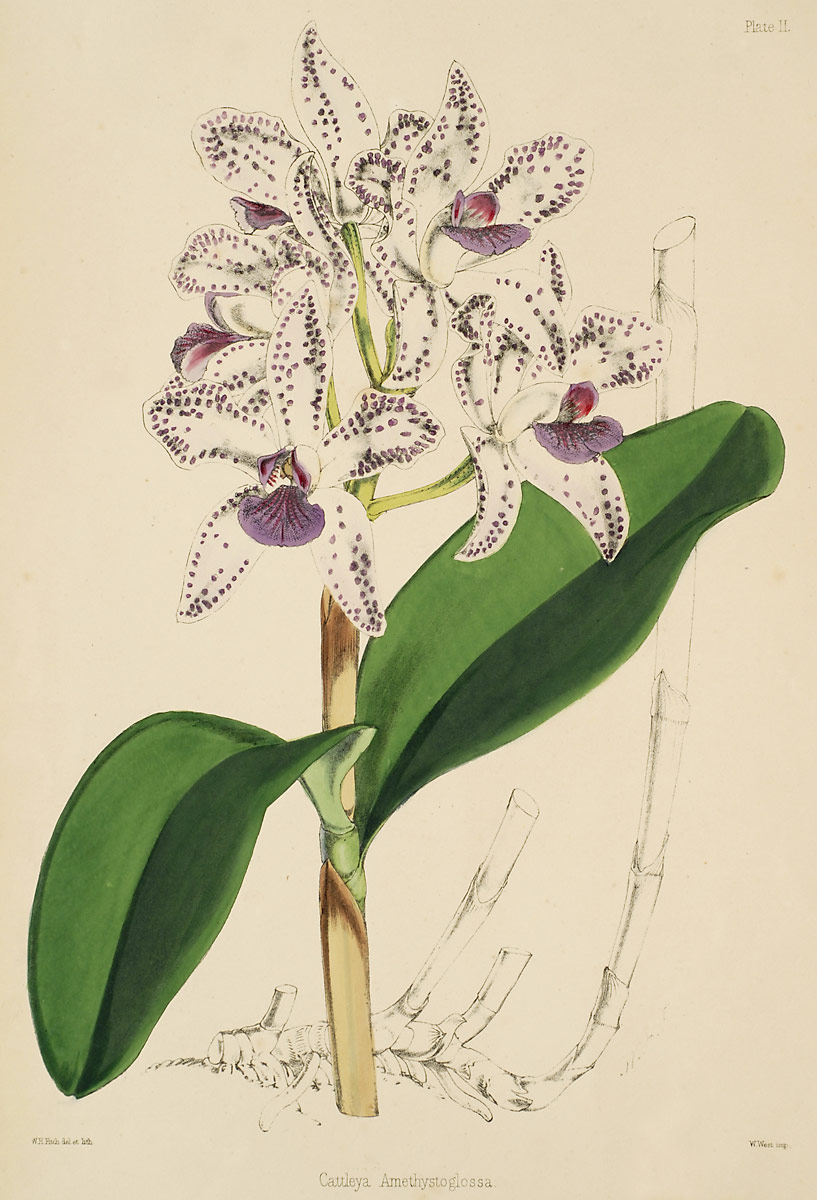
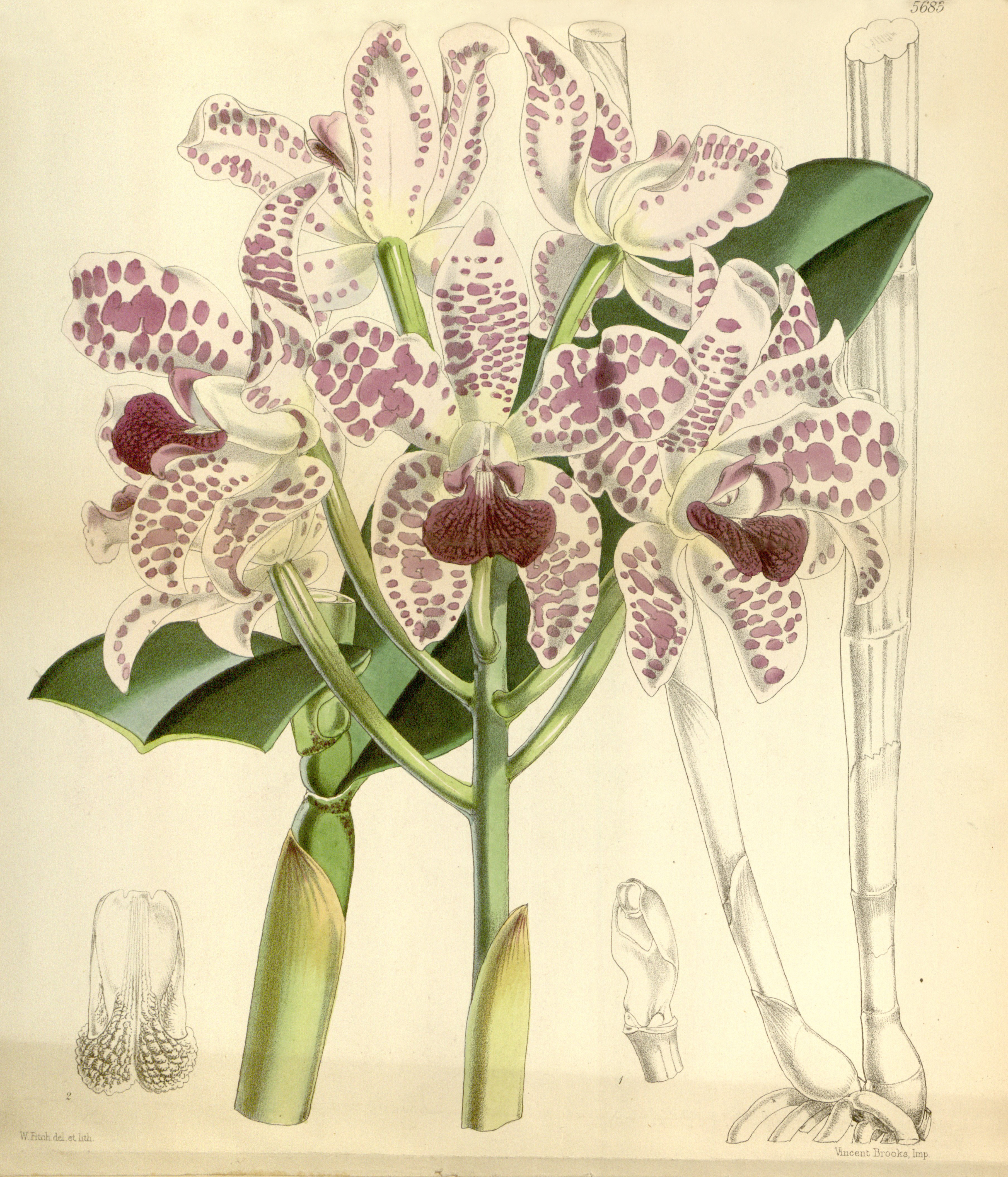